# AM 0644-741
AM 0644-741 è una galassia lenticolare non barrata ed una galassia ad anello, situata in direzione della costellazione del Pesce Volante alla distanza di circa 300 milioni di anni luce dalla Terra. 
Nella galassia si identificano un nucleo giallastro, che è quanto rimane di una galassia spirale, e un anello bluastro periferico che circonda il centro, del diametro di circa 150.000 anni luce (una volta e mezza il diametro della Via Lattea).
Si ipotizza che l'anello sia il risultato di una collisione con un'altra galassia che ha attraversato il disco di AM 0644-741; la conseguente perturbazione gravitazionale esercitata ha creato un'onda d'urto che ha espulso la polvere e i gas da AM 0644-741, che si sono condensati fino a creare l'anello periferico. Inoltre il processo ha innescato attivi fenomeni di formazione stellare con la creazione di una popolazione di giovani stelle blu, calde e massicce. 
Le regioni rosa presenti lungo l'anello sono costituite invece da nubi rarefatte di idrogeno rese incandescenti per la forte irradiazione ultravioletta proveniente dalle stelle blu.
Sono state effettuate delle simulazioni per predire l'evoluzione che avrà l'anello di AM 0644-741; si ritiene che il processo di espansione proseguirà per circa altri 300 milioni di anni e, in seguito, l'anello inizierà a disgregarsi.